# Paul Chastel
Pour les articles homonymes, voir Chastel.
Paul Chastel, né le 28 janvier 1905 à Bonneville (Haute-Savoie) et mort le 16 octobre 1980 à Annecy (Haute-Savoie), est un homme politique français.

## Détail des fonctions et des mandats
Mandat parlementaire
- 21 octobre 1951 - 19 juin 1955 : Sénateur de l'Ain